# Charles Pic
Charles Maurice Marcel Pic (Montélimar, 15 febbraio 1990) è un ex pilota automobilistico francese, attivo in Formula 1 dal 2012 al 2013. Dal 2022 diventa proprietario del team DAMS.

## La carriera

### Gli esordi
Pic ebbe una buona carriera nel karting, vincendo varie e gare e campionati minori; sfiorò la conquista del campionato europeo ICA Junior. Passò successivamente alle vetture a ruote scoperte, correndo nella Formula Renault Campus nel 2006, dove terminò terzo nella classifica. Pic corse poi nel Campionato francese di Formula Renault 2.0 e nell'Eurocup Formula Renault 2.0 nel 2007, terminando quarto nella serie francese e terzo nell'altra classifica.

### Formula Renault 3.5 Series

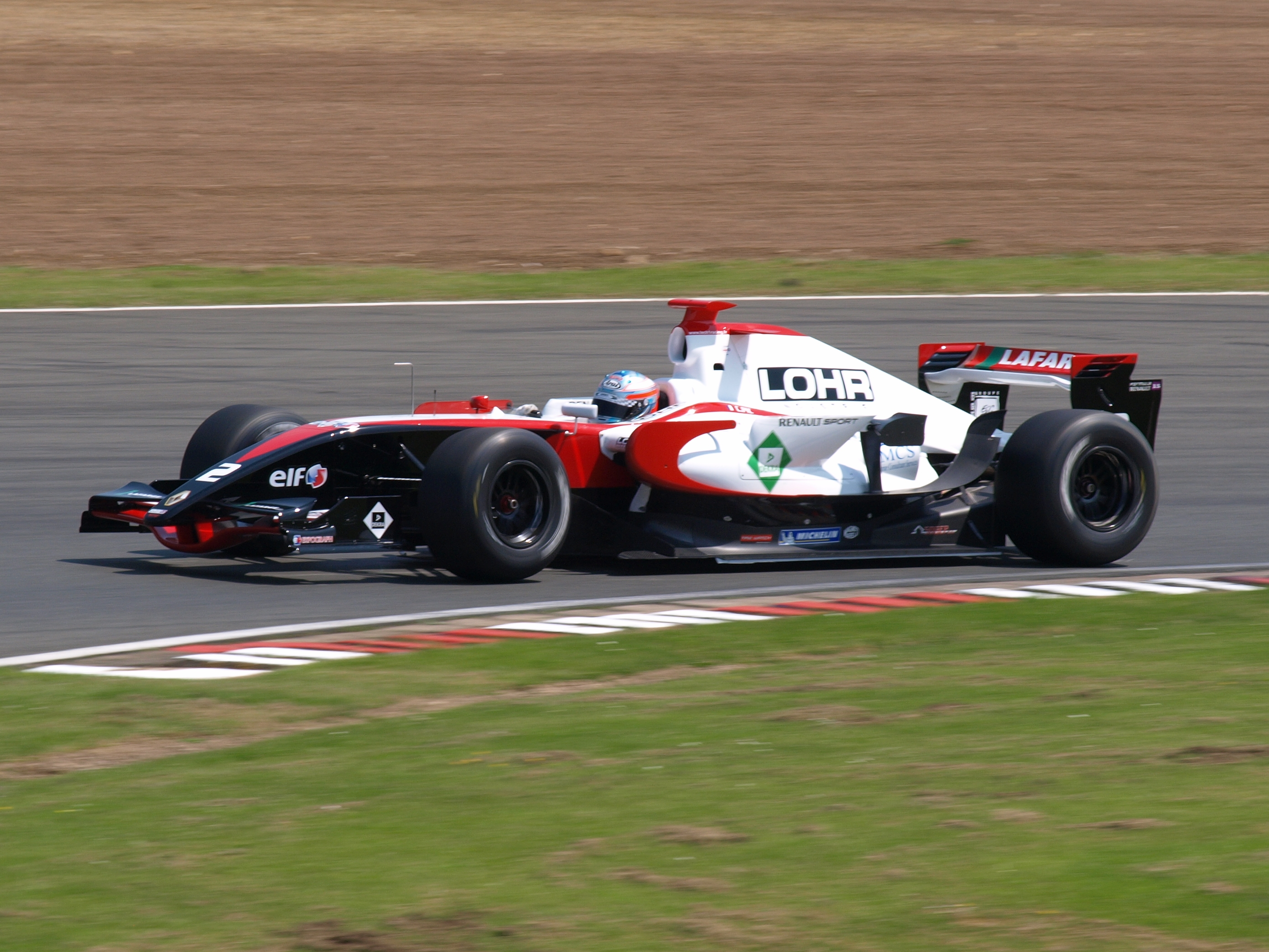
Pic impegnato a Silverstone nella Formula Renault 3.5 Series nel 2008.

Nei primi mesi del 2008 passò alla Formula Renault 3.5 Series col team Tech 1 Racing, ove trovò quale compagno di scuderia Julien Jousse; Pic chiuse in campionato al sesto posto, vincendo una gara sul Circuito di Montecarlo, in cui conquistò anche pole e giro veloce, e una sul Circuito Bugatti di Le Mans. Proseguì l'impegno nella categoria anche nel 2009: fece sue due vittorie, una sul Circuito di Silverstone e una al Nürburgring, terminando terzo in campionato.
In quella stagione fu anche membro del Renault Driver Development.

### GP2 Series
Nell'interstagione 2009-2010 venne ingaggiato dall'Arden International, per competere nella GP2 Asia Series, dove chiuse quinto, con una vittoria sul Circuito di Manama, per poi essere confermato anche per la stagione principale 2010. Pic s'impose nella prima gara della stagione principale, sempre sul Circuito di Manama, ottenne un terzo posto, con pole position, nella gara 1 a Hockenheim, e chiuse il campionato in decima posizione, con 28 punti. Nella stagione fu protagonista involontario anche di un curioso e pericoloso contrattempo, avvenuto nel corso del weekend di gara all'Istanbul Park. Tornato in hotel bevve dell'acqua non potabile, che gli causò un forte formicolio e un principio di paralisi. Venne portato così all'ospedale, dove i medici riuscirono a salvargli la vita.
Nel 2011 passò al team iberico Barwa Addax, dove trovò come compagno di scuderia Giedo van der Garde. Nella serie asiatica non marcò punti mentre, nella serie principale, conquistò una vittoria in gara 1 a Barcellona e una in gara 2 a Montecarlo. Dopo un inizio stagionale positivo, ove ottenne anche una pole a Valencia, non seppe più ottenere successi, ma solo altri tre secondi posti. Chiuse al quarto posto nella classifica finale.

### Formula 1

#### 2012: Marussia
Nel novembre 2011 Pic fece il suo debutto su una vettura di Formula 1, guidando una Virgin nel corso dei tradizionali test di fine stagione dedicati ai giovani piloti. Indicato inizialmente per un solo giorno di prove, la casa russa gli concesse anche una seconda mezza giornata.

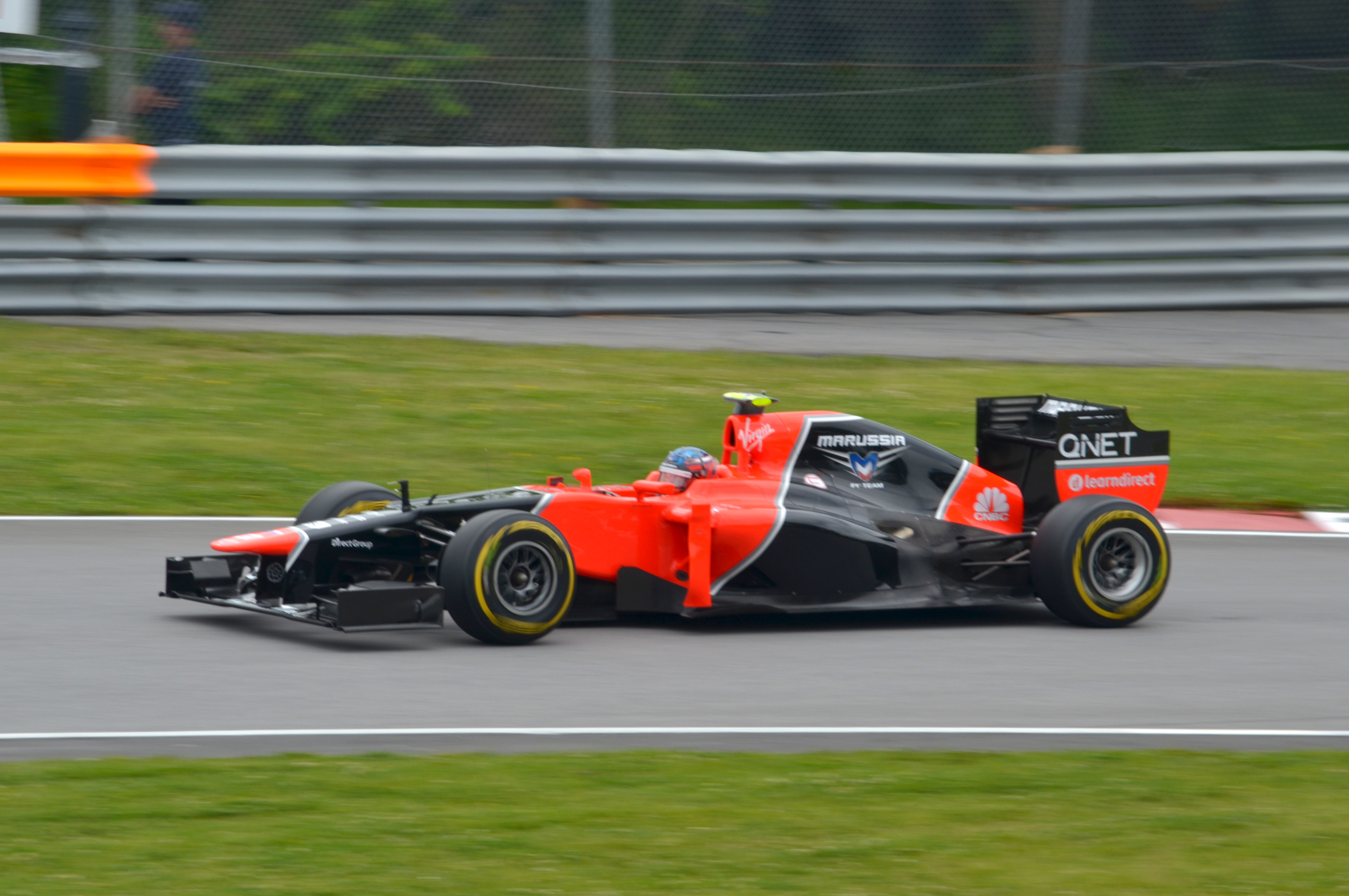
Pic al Gran Premio del Canada 2012

Al termine dell'ultima gara del 2011 venne annunciato il suo ingaggio come pilota titolare della Virgin, che dal 2012 avrebbe assunto il nome di Marussia.
La scuderia si presentò alla prima gara stagionale senza aver mai potuto provare la nuova monoposto per problemi nel passare i crash test obbligatori previsti dalla FIA. Ciononostante Pic riuscì a qualificarsi, classificandosi quindicesimo in gara nonostante si fosse ritirato a quattro tornate dal termine per un problema meccanico.
La scarsa competitività della vettura non gli consentì di mettersi in luce, relegandolo nelle ultime file dello schieramento insieme al compagno di squadra Glock e ai piloti di Caterham e Pedro de la Rosa su HRT. Tuttavia, il pilota francese non sfigurò nel confronto con il più esperto compagno di squadra tedesco, rispetto al quale risultò occasionalmente più veloce in qualifica e in gara, soprattutto nella seconda metà del campionato. Il migliore risultato della stagione fu un dodicesimo posto nel conclusivo Gran Premio del Brasile, con il quale eguagliò il miglior piazzamento nella breve storia della scuderia, ottenuto proprio da Glock nel Gran Premio di Singapore.

#### 2013: Caterham

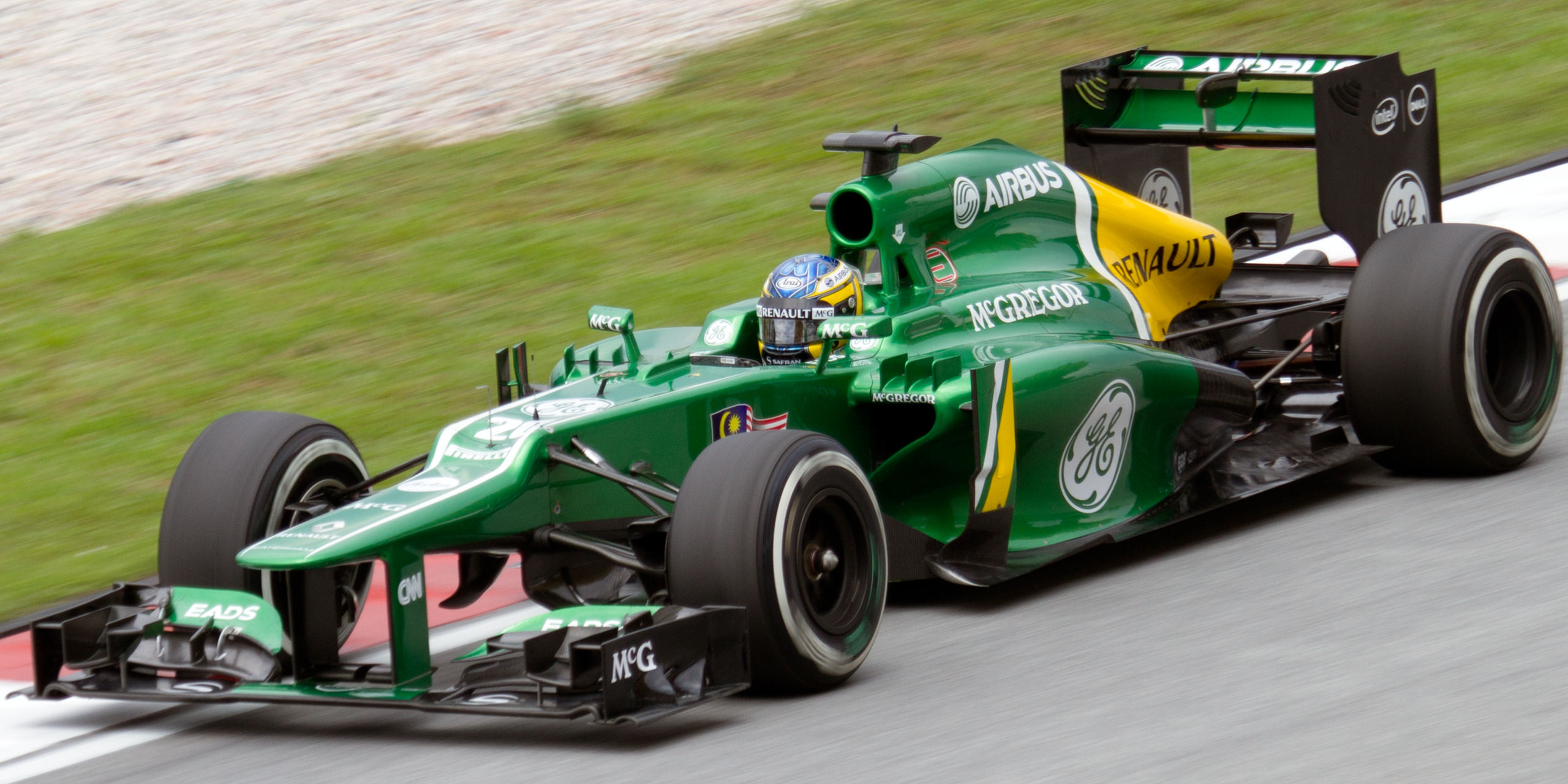
Charles Pic Al Gran Premio della Malesia 2013

Visti i buoni risultati da metà stagione in avanti e il consistente budget economico, la Caterham ingaggiò il francese per la stagione 2013. Ciò venne annunciato il venerdì precedente il Gran Premio del Brasile.
Pic terminò la prima gara del campionato 2013 al sedicesimo posto, dimostrando una netta superiorità nei confronti del nuovo compagno di squadra van der Garde. Come nella stagione precedente il pilota francese si trovò però relegato a lottare nelle retrovie per via della scarsa competitività della sua vettura, disputandosi con le Marussia ed il compagno di squadra le ultime quattro posizioni dello schieramento. In Malesia, si trovava in 12ª posizione, quando un contatto ai box con una Toro Rosso, gli fa perdere tempo, che gli costerà due posizioni.
In Bahrain, riesce a mettersi dietro anche la Sauber di Gutierrez, oltre alle due Marussia e al compagno di squadra, giungendo alla fine al diciassettesimo, risultato bissato in Spagna, dove si mette dietro le due Marussia. A Monte Carlo il francese fa una buona partenza che gli permette di guadagnare 5 posizioni, poi però all'ottavo giro dei problemi al cambio pongono fine alla sua gara, mentre si trovava al 15º posto.

#### 2014: Lotus
Il 20 febbraio 2014, durante i test in Bahrein, la Lotus comunica di aver ingaggiato Pic come terzo pilota della scuderia. 
Esordisce nelle prove libere del Gran Premio d'Italia al posto di Romain Grosjean. Il 21 agosto 2015, promuove un'azione legale nei confronti del suo vecchio team, per il mancato rispetto del contratto che legava le parti. Il pilota minaccia il blocco del materiale del team. La scuderia ottiene una dilazione delle richieste del pilota.

### Dopo la Formula 1

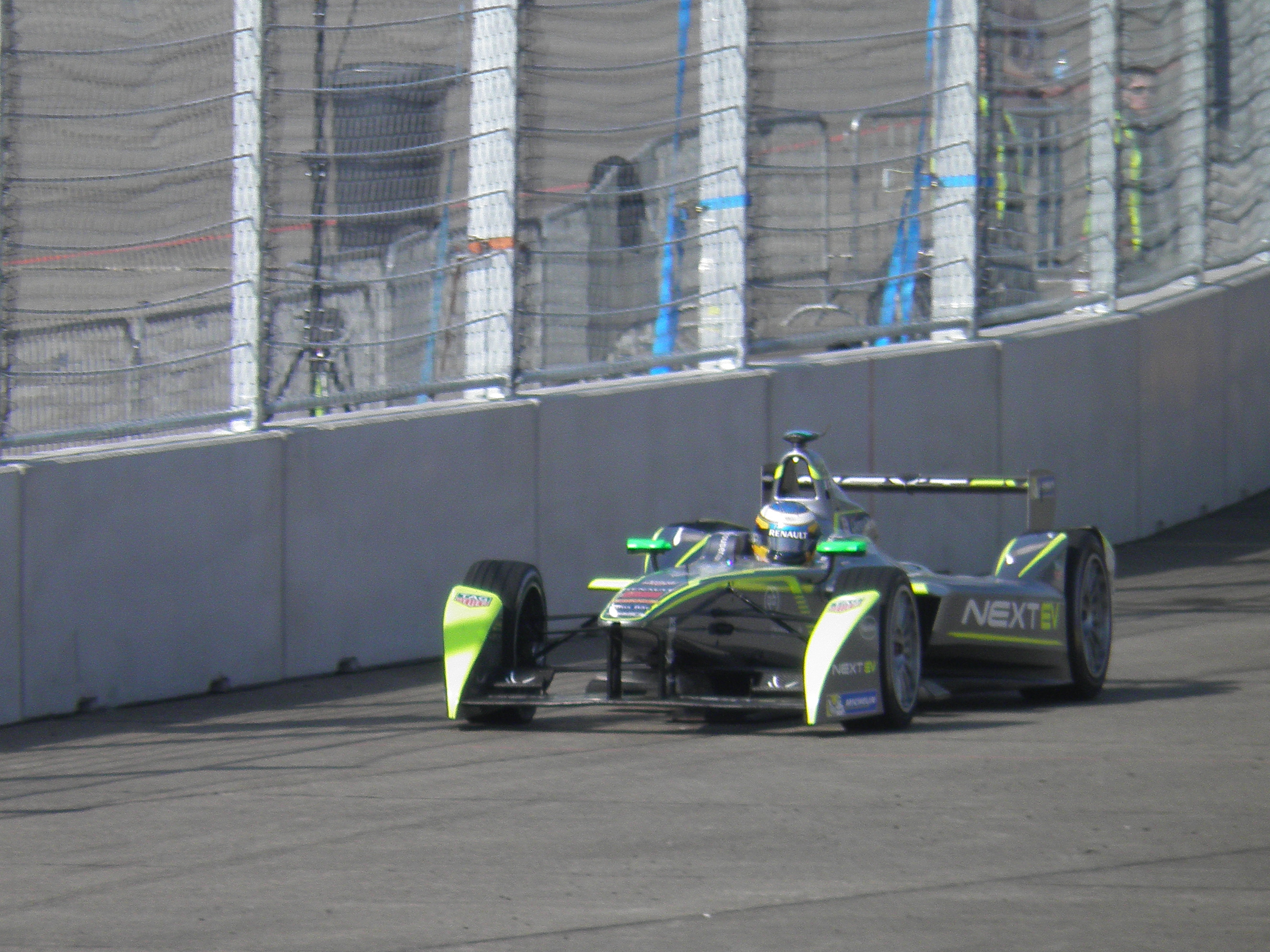
Pic all'E-Prix di Berlino 2015 con il NEXTEV TCR.

Prende parte al campionato 2014-15 di Formula E dapprima con il Team Andretti Autosport e successivamente con il China Racing. Riesce ad ottenere 16 punti, frutto di un 4º ed un 8º posto. Da lì in poi, non ha più partecipato a nessuna gara e dal 2015 è passato ad un ruolo dirigenziale presso la società di logistica francese Charles André Group, di cui è ora amministratore delegato del dipartimento delle risorse.
Nel 2022 diventa proprietario del tem DAMS impegnato in F2 e in Formula E.

## Vita privata
Ha un fratello, Arthur Pic, anch'egli pilota.

## Risultati
| Stagione | Serie                                      | Team                | Gare | Vittorie | Pole | GPV | Podî | Punti | Posizione |
| -------- | ------------------------------------------ | ------------------- | ---- | -------- | ---- | --- | ---- | ----- | --------- |
| 2006     | Formula Renault Campus France              | La Filière          | 13   | 1        | 2    | ?   | 8    | 162   | 3º        |
| 2007     | Eurocup Formula Renault 2.0                | SG Formula          | 14   | 1        | 2    | 1   | 6    | 88    | 3º        |
| 2007     | Campionato francese di Formula Renault 2.0 | SG Formula          | 13   | 0        | 1    | 0   | 4    | 69    | 4º        |
| 2008     | Formula Renault 3.5 Series                 | Tech 1 Racing       | 17   | 2        | 1    | 2   | 4    | 69    | 6º        |
| 2009     | Formula Renault 3.5 Series                 | Tech 1 Racing       | 16   | 2        | 2    | 3   | 3    | 94    | 3º        |
| 2009–10  | GP2 Asia Series                            | Arden International | 8    | 1        | 1    | 0   | 2    | 18    | 5º        |
| 2010     | GP2 Series                                 | Arden International | 20   | 1        | 1    | 0   | 2    | 28    | 10º       |
| 2011     | GP2 Asia Series                            | Barwa Addax         | 4    | 0        | 0    | 0   | 0    | 0     | 18º       |
| 2011     | GP2 Series                                 | Barwa Addax         | 18   | 2        | 3    | 0   | 5    | 52    | 4º        |

### Risultati completi in Formula Renault 3.5
(Legenda) N.B. Le gare in grassetto indicano una pole position mentre quelle in corsivo indicano il giro più veloce in gara.
| Stagione | Team          | 1        | 2       | 3         | 4         | 5       | 6        | 7        | 8        | 9       | 10        | 11        | 12      | 13      | 14        | 15      | 16       | 17       | Punti | Pos |
| -------- | ------------- | -------- | ------- | --------- | --------- | ------- | -------- | -------- | -------- | ------- | --------- | --------- | ------- | ------- | --------- | ------- | -------- | -------- | ----- | --- |
| 2008     | Tech 1 Racing | MZA 1 9  | MZA 2 3 | SPA 1 Rit | SPA 2 12  | MON 1   | SIL 1 15 | SIL 2 13 | HUN 1 18 | HUN 2 9 | NÜR 1 Rit | NÜR 2 12  | LEM 1   | LEM 2 6 | EST 1 Rit | EST 2   | BAR 1 8  | BAR 2 8  | 69    | 6º  |
| 2009     | Tech 1 Racing | BAR 1 NP | BAR 2 6 | SPA 1 4   | SPA 2 Rit | MON 1 9 | HUN 1 11 | HUN 2 8  | SIL 1 7  | SIL 2 1 | LEM 1 6   | LEM 2 Rit | ALG 1 4 | ALG 2   | NÜR 1 6   | NÜR 2 1 | ALC 1 13 | ALC 2 11 | 94    | 3º  |

### Risultati completi in GP2

#### Serie principale
(Legenda) N.B. Le gare in grassetto indicano una pole position mentre quelle in corsivo indicano il giro più veloce in gara.
| Stagione | Team                | 1         | 2         | 3          | 4          | 5           | 6          | 7           | 8           | 9          | 10         | 11        | 12         | 13         | 14         | 15          | 16          | 17         | 18          | 19         | 20         | Punti | Pos |
| -------- | ------------------- | --------- | --------- | ---------- | ---------- | ----------- | ---------- | ----------- | ----------- | ---------- | ---------- | --------- | ---------- | ---------- | ---------- | ----------- | ----------- | ---------- | ----------- | ---------- | ---------- | ----- | --- |
| 2010     | Arden International | ESP FEA 1 | ESP SPR 7 | MON FEA 11 | MON SPR 7  | TUR FEA Rit | TUR SPR NP | VAL FEA 6   | VAL SPR 5   | GBR FEA 10 | GBR SPR 8  | GER FEA 3 | GER SPR 17 | HUN FEA 11 | HUN SPR 9  | BEL FEA 4   | BEL SPR Rit | ITA FEA 11 | ITA SPR 8   | ABU FEA 20 | ABU SPR 11 | 28    | 10º |
| 2011     | Barwa Addax         | TUR FEA 7 | TUR SPR 4 | ESP FEA 1  | ESP SPR 19 | MON FEA 8   | MON SPR 1  | VAL FEA Rit | VAL SPR Rit | GBR FEA 11 | GBR SPR 10 | GER FEA 2 | GER SPR SQ | HUN FEA 2  | HUN SPR 13 | BEL FEA Rit | BEL SPR 19  | ITA FEA 2  | ITA SPR Rit |            |            | 52    | 4º  |

#### GP2 Asia Series
(Legenda) N.B. Le gare in grassetto indicano una pole position mentre quelle in corsivo indicano il giro più veloce in gara.
| Stagione | Team                | 1            | 2           | 3           | 4          | 5          | 6          | 7          | 8           | Punti | Pos |
| -------- | ------------------- | ------------ | ----------- | ----------- | ---------- | ---------- | ---------- | ---------- | ----------- | ----- | --- |
| 2009–10  | Arden International | ABU1 FEA Rit | ABU1 SPR 15 | ABU2 FEA 10 | ABU2 SPR 8 | BHR1 FEA 5 | BHR1 SPR 1 | BHR2 FEA 3 | BHR2 SPR 19 | 18    | 5º  |
| 2011     | Barwa Addax         | ABU FEA 9    | ABU SPR 21  | ITA FEA 21  | ITA SPR 11 |            |            |            |             | 0     | 18º |

### Risultati in Formula 1
| 2012 | Scuderia | Vettura |    |    |    |     |     |     |    |    |    |    |    |    |    |    |     |    |    |     |    |    | Punti | Pos. |
| ---- | -------- | ------- | -- | -- | -- | --- | --- | --- | -- | -- | -- | -- | -- | -- | -- | -- | --- | -- | -- | --- | -- | -- | ----- | ---- |
| 2012 | Marussia | MR01    | 15 | 20 | 20 | Rit | Rit | Rit | 20 | 15 | 19 | 20 | 20 | 16 | 16 | 16 | Rit | 19 | 19 | Rit | 20 | 12 | 0     | 21º  |

| 2013 | Scuderia | Vettura |    |    |    |    |    |     |    |    |    |    |     |    |    |    |    |     |    |    |     |  | Punti | Pos. |
| ---- | -------- | ------- | -- | -- | -- | -- | -- | --- | -- | -- | -- | -- | --- | -- | -- | -- | -- | --- | -- | -- | --- |  | ----- | ---- |
| 2013 | Caterham | CT03    | 16 | 14 | 16 | 17 | 17 | Rit | 18 | 15 | 17 | 15 | Rit | 17 | 19 | 14 | 18 | Rit | 19 | 20 | Rit |  | 0     | 20º  |

| 2014 | Scuderia | Vettura |  |  |  |  |  |  |  |  |  |  |  |  |    |  |  |  |  |  |  |  | Punti | Pos. |
| ---- | -------- | ------- |  |  |  |  |  |  |  |  |  |  |  |  | -- |  |  |  |  |  |  |  | ----- | ---- |
| 2014 | Lotus    | E22     |  |  |  |  |  |  |  |  |  |  |  |  | SP |  |  |  |  |  |  |  | –     |      |

| Legenda | 1º posto     | 2º posto | 3º posto    | A punti         | Senza punti/Non class.  | Grassetto – Pole position Corsivo – Giro più veloce |
| Legenda | Squalificato | Ritirato | Non partito | Non qualificato | Solo prove/Terzo pilota | Grassetto – Pole position Corsivo – Giro più veloce |

### Formula E
| Stagione  | Team                            | Vettura               | 1     | 2   | 3   | 4   | 5       | 6      | 7     | 8      | 9   | 10  | 11  | Punti | Pos |
| --------- | ------------------------------- | --------------------- | ----- | --- | --- | --- | ------- | ------ | ----- | ------ | --- | --- | --- | ----- | --- |
| 2014-2015 | Andretti Autosport/China Racing | Spark-Renault SRT 01E | PEC 4 | PUT | PDE | BNA | MIA Rit | LBH 16 | MON 8 | BER 15 | MOS | LON | LON | 16    | 18º |